# Chiropodomys
Chiropodomys là một chi động vật có vú trong họ Muridae, bộ Gặm nhấm. Chi này được Peters miêu tả năm 1869. Loài điển hình của chi này là Mus gliroides Blyth, 1856.

## Các loài
Chi này gồm các loài: